# Савапи
Савапи — исключённая из учёта удмуртская деревня в Глазовском районе Удмуртской республики. Располагалась на территории муниципального образования «Октябрьское» со статусом сельского поселения.

## География
Деревня находилась в 5 км на юго-восток от села Октябрьский, в 18 километрах от города Глазова на границе с Балезинским районом.

## Название
Своё название деревня получила (от удм. Сава+пи — «сын Саввы»). Деревню основал сын Саввы из деревни Подборное, который переселился из-за реки Чепцы.

## История
В 1912 году деревня Савапи входила в состав Кестымского сельсовета Ягошурской волости Глазовского уезда. До Гражданской войны в деревне жили только Марковы, а после появились семьи Наговицыных, Перевощиковых, Семеновых, Волковых. Воршудное имя женщин Савапи было «чабья», а у женщин из других деревень, вышедших замуж за савапиевских мужчин — «побья», «дурга», «зумья», «бигра».
Маленькая деревушка состояла из 9 дворов и была окружена лесом. При въезде в деревню стояли вековые липы и ели. Рядом протекала небольшая речка Коровайка. Также рядом с деревней находился пруд, под горкой общий колодец. Из-за большой любви к разведению гусей жители соседних деревень Котомка и Коровай называли деревню Савапи «зазег гурт» (от удм. зазег гурт — «гусиная деревня»). При въезде в деревню стояли ворота, которые на ночь закрывали.
В июле 1931 года в деревне была организована сельхозартель «Савапи». В колхозе была конюшня, овчарня, свинарник, коровник и крольчатник.
В 1936 году деревня Савапи была передана в состав Омутницкого сельсовета.
На полях сражений Великой Отечественной войны погибло семеро жителей деревни. На фронт ушло 14 савапиевских мужчин. Жилось трудно, работали на трудодни. Каждая семья была обложена налогами, займами, сдавали молоко, мясо, шерсть, хлеб. После войны дети ходили учиться за 6 километров в Пыбьинскую семилетнюю школу.
На основании решения общих собраний членов сельхозартели «Савапи» от 29 июня 1950 года, колхоз вошёл в укрупненную сельхозартель «Выль уж» с центром в деревне Омутница.
К 1957 году деревня входила в составе Качкашурского сельсовета Глазовского района. В этом же году земли колхоза «Выль уж» переданы отделу рабочего снабжения Чепецкого механического завода. А в мае на землях подсобного хозяйства и вошедшего в его состав колхоза «Выль Уж» образован совхоз «40 лет Октября», который в 1976 году переименовали в «Октябрьский».
Деревня Савапи исчезла с карты Глазовского района до 1967 года. В том году Глазовский район очередной раз повергся реорганизации и был разделен на Юкаменский и Глазовский районы, а деревня Савапи перестала существовать.

## Топографические карты
- Лист карты O-39-70 Глазов. Масштаб: 1 : 100 000. Издание 1961 г.